# Ziemia
La ziemia (pronuncia polacca: [ˈʑɛmja], "terra") è una suddivisione amministrativa storica della Polonia. Nella lingua polacca, il termine non è mai scritto maiuscolo, anche quando indica uno specifico territorio (ad esempio ziemia chełmińska, Terra di Chełmno; non Ziemia Chełmińska). Tutte le ziemie prendono il nome dai principali centri urbani (o gord) di una data area: ziemia krakowska (da Cracovia), o ziemia lubelska (da Lublino). In alcuni casi, il suffisso "-szczyzna" si aggiunge al nome di una ziemia: ziemia lubelska è chiamata anche Lubelszczyzna, mentre ziemia opolska (chiamata da Opole) diventa Opolszczyzna. 
Il termine ziemia apparve per la prima volta nella Polonia medievale (XII-XIII secolo), dopo la frammentazione della Polonia. Si riferiva a un ex principato o ducato, che era stato unificato con il Regno di Polonia e aveva perso la sua sovranità politica, ma conservava la sua gerarchia di funzionari e di burocrazia. Dal XIV secolo circa alcuni degli ex principati, ora 'ziemie, furono assegnati a funzionari noti come voivodi e divennero suddivisioni amministrative primarie note come voivodati (province). Perciò, il Ducato di Sandomierz fu tramutato nella Terra di Sandomierz, che all'inizio del XIV secolo diventò il Voivodato di Sandomierz.
Tuttavia in alcuni casi le ziemie non furono trasformate in voivodati. Esse furono subordinate a un voivodato e a un certo voivoda, ma nondimeno conservarono alcuni privilegi e proprietà distinte, come avere spesso il proprio sejmik (parlamento regionale), ed erano ancora designate come una ziemia, non come un voivodato. Alcuni voivodati, come il Voivodato di Rutenia o il Voivodato di Masovia, consistevano di parecchie ziemie, ciascuna divisa in contee. Lungo i secoli seguenti, le ziemie divennero sempre più integrate nei loro voivodati e persero la maggior parte della loro autonomia. 
Oggi esse non sono suddivisioni amministrative, e nella Polonia moderna sono solo termini geografici generici che si riferiscono a certe parti della Polonia. Attualmente, il termine ziemia si può applicare a qualsiasi area, storica o no, che è localizzata intorno a una cittadina o città principale. 